# Severozápadní Itálie
Severozápadní Itálie (italsky: Italia nord-occidentale nebo jen Nord-ovest) je jedním z pěti oficiálních statistických regionů Itálie používaných Národním statistickým institutem (ISTAT), regionem NUTS první úrovně a volebním obvodem Evropského parlamentu. V severozápadní Itálii se nachází čtyři z 20 italských regionů: Údolí Aosty, Ligurie, Lombardie a Piemont.

## Geografie
Hraničí na západě s Francií, na severu se Švýcarskem, na východě s regiony Tridentsko-Horní Adiže, Benátsko a Emilia-Romagna spadajícími pod severovýchodní Itálii a na jihu s Ligurským mořem a nejsevernější části Toskánska, které spadá pod střední Itálii. Severozápad Itálie zahrnuje velkou část Pádské nížiny a protéká jím nejdelší italská řeka Pád.

## Demografie
V roce 2022 žilo v severozápadní Itálii 15 817 057 obyvatel.

### Regiony
| Region      | Hlavní město | Počet obyvatel |
| ----------- | ------------ | -------------- |
| Údolí Aosty | Aosta        | 122 955        |
| Ligurie     | Janov        | 1 502 624      |
| Lombardie   | Milán        | 9 950 742      |
| Piemont     | Turín        | 4 240 736      |

### Nejlidnatější obce

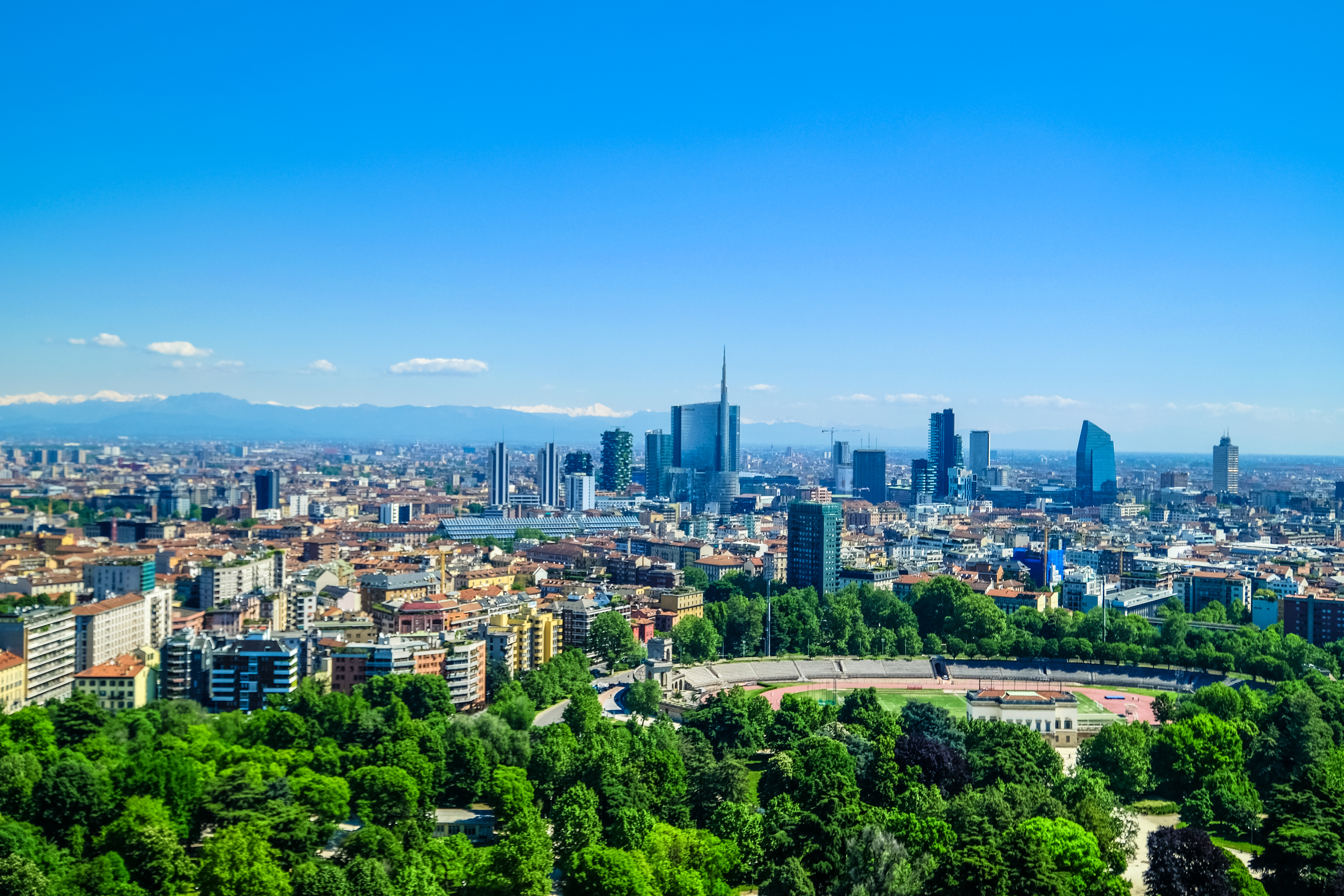
Milán

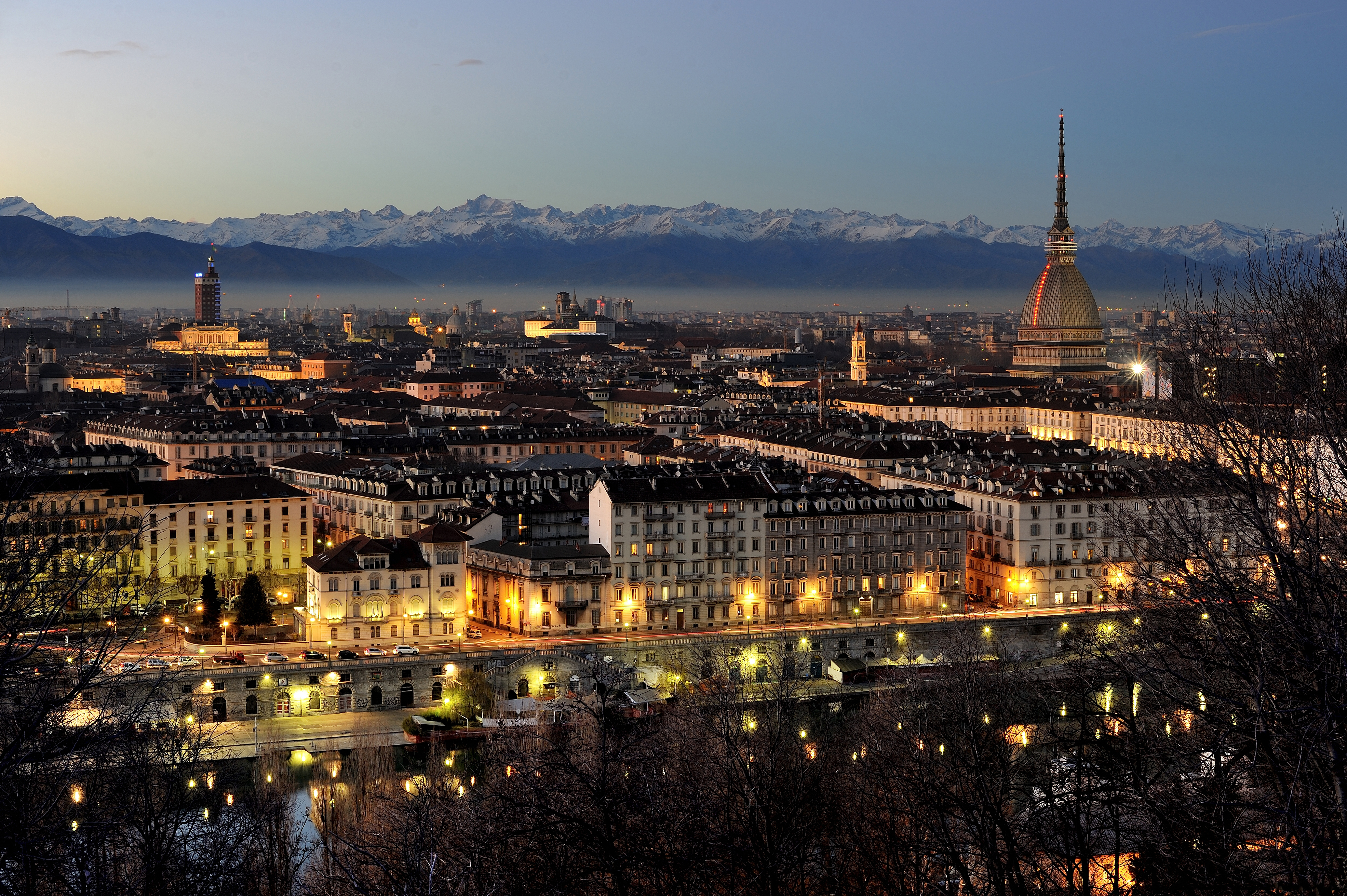
Turín

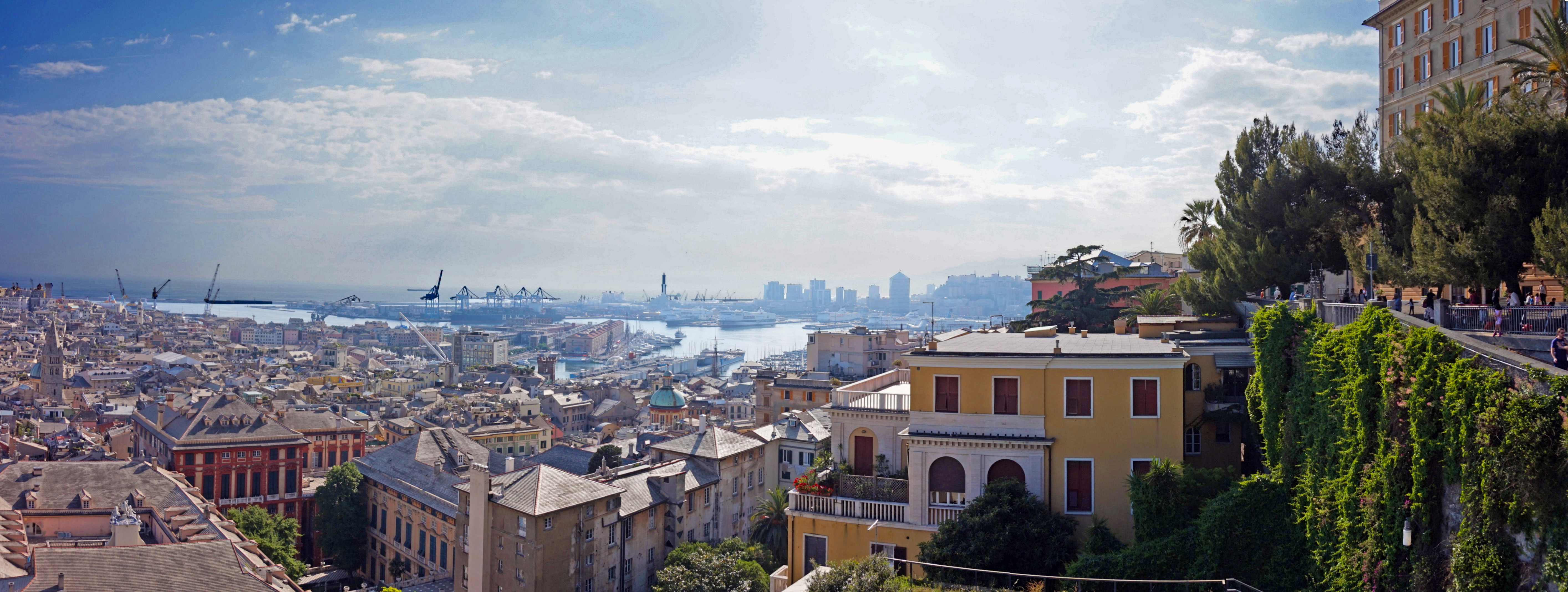
Janov

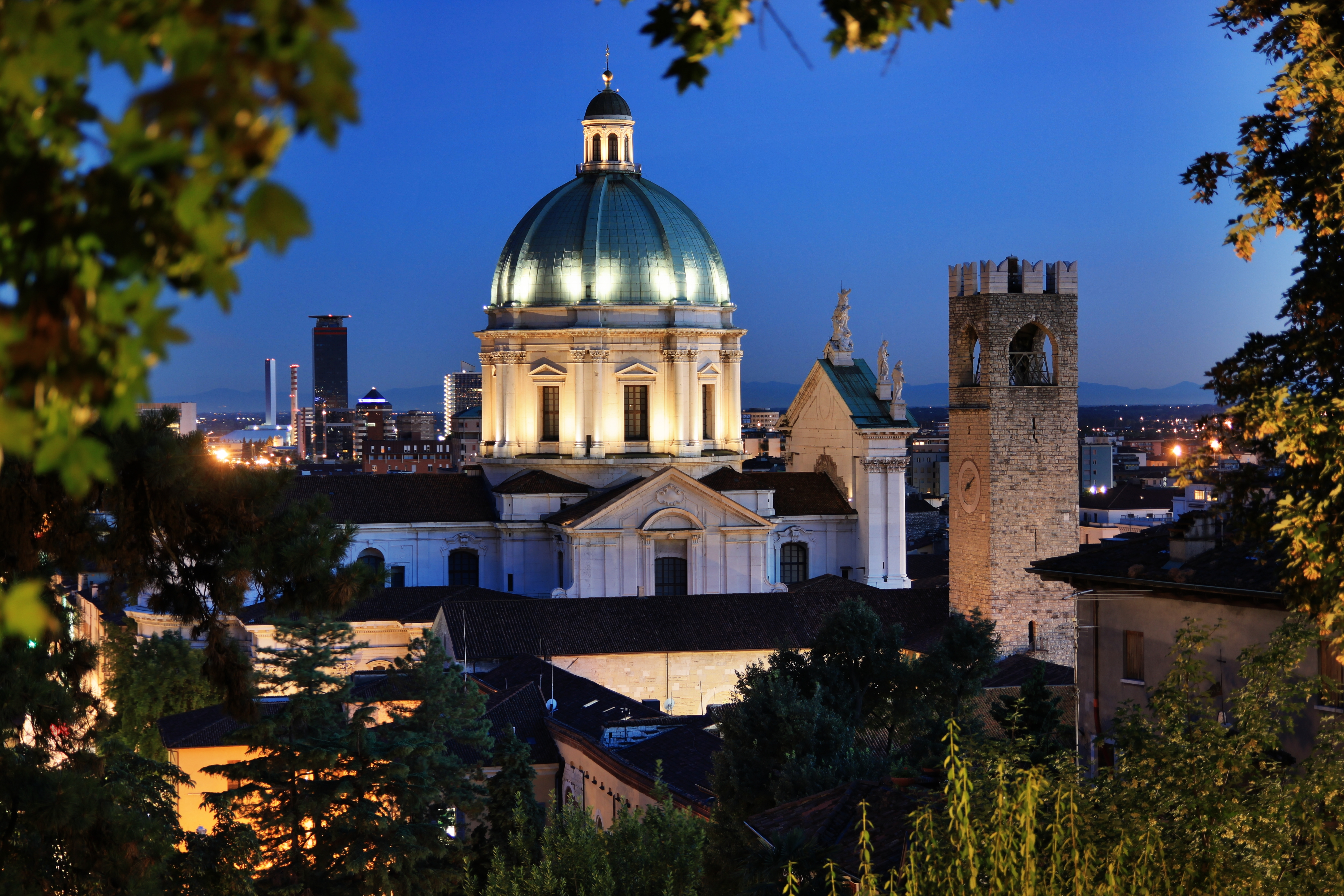
Brescia

Níže je uveden seznam obyvatel bydlících v roce 2022 v obcích nad 50 000 obyvatel:
| #  | Obec               | Region    | Provincie       | Počet obyvatel |
| -- | ------------------ | --------- | --------------- | -------------- |
| 1  | Milán              | Lombardie | Milán           | 1 354 196      |
| 2  | Turín              | Piemont   | Turín           | 841 600        |
| 3  | Janov              | Ligurie   | Janov           | 558 745        |
| 4  | Brescia            | Lombardie | Brescia         | 196 446        |
| 5  | Monza              | Lombardie | Monza a Brianza | 121 799        |
| 6  | Bergamo            | Lombardie | Bergamo         | 119 534        |
| 7  | Novara             | Piemont   | Novara          | 101 257        |
| 9  | La Spezia          | Ligurie   | La Spezia       | 92 119         |
| 8  | Alessandria        | Piemont   | Alessandria     | 91 059         |
| 10 | Como               | Lombardie | Como            | 83 184         |
| 11 | Busto Arsizio      | Lombardie | Varese          | 82 951         |
| 12 | Sesto San Giovanni | Lombardie | Milán           | 78 884         |
| 13 | Varese             | Lombardie | Varese          | 78 409         |
| 15 | Cinisello Balsamo  | Lombardie | Milán           | 74 528         |
| 14 | Asti               | Piemont   | Asti            | 73 421         |
| 17 | Cremona            | Lombardie | Cremona         | 70 637         |
| 16 | Pavia              | Lombardie | Pavia           | 70 636         |
| 18 | Vigevano           | Lombardie | Pavia           | 62 076         |
| 19 | Legnano            | Lombardie | Milán           | 59 941         |
| 20 | Savona             | Ligurie   | Savona          | 58 194         |
| 21 | Moncalieri         | Piemont   | Turín           | 56 117         |
| 22 | Cuneo              | Piemont   | Cuneo           | 55 744         |
| 24 | Gallarate          | Lombardie | Varese          | 52 811         |
| 23 | Sanremo            | Ligurie   | Imperia         | 52 787         |
| 25 | Rho                | Lombardie | Milán           | 50 299         |

## Ekonomika
Hrubý domácí produkt (HDP) regionu byl v roce 2018 580,3 miliardy eur, což představovalo 32,9 % italského hospodářského výkonu. HDP na obyvatele v PPS činí v roce 2023 33 350 eur nebo 111,5 % průměru EU27.